# Olla ferroviaria
La olla ferroviaria o puchera es un plato gastronómico tradicional en lugares como Cistierna (León), Mataporquera (Cantabria) o Valmaseda (Vizcaya), que surgió vinculado al ferrocarril de La Robla, en el norte de España. La puchera u olla ferroviaria también es un aparato de cocina emparentado con la línea de La Robla, utilizado por los antiguos maquinistas, guardafrenos y demás personal ferroviario, para cocinar en los largos trayectos de esta línea. Este ferrocarril minero transportaba carbón desde las minas leonesas hasta las factorías del País Vasco —donde el guiso es conocido como putxera— atravesando en su recorrido las provincias de León, Palencia, Cantabria, Burgos y Vizcaya. Debido a la gran distancia, a la duración del viaje y al clima extremo que se vivía en el ferrocarril en invierno surgió la necesidad de cocinar un plato caliente durante el trayecto.

## Aparato de cocina
Este aparato está compuesto de un recipiente metálico, donde se hace la combustión, junto con un puchero de porcelana o barro encajado en el recipiente, donde se deposita la comida; todo ello provisto de varias patas para la sujeción y un asa con empuñadura para su transporte.
Su nombre varía según el punto del trazado donde nos encontremos, siendo «olla ferroviaria» en las zonas más meridionales y transformándose en «putxera» al aproximarnos al País Vasco.

## Historia
La olla ferroviaria fue un invento de los agentes del ferrocarril de La Robla, allá por la primera década del siglo XX, para prepararse diariamente en ella las comidas y cenas cuando realizaban servicio en trenes o hacían reemplazos en estaciones. A veces estos reemplazos duraban seis, ocho y hasta quince días, sin poder regresar a sus domicilios. Cocinaban por lo general cocido de legumbres con su correspondiente carne, tocino, chorizo y morcilla, o patatas con carne y de esa forma comían caliente y económico. Al no haber en la mayoría de las estaciones fonda ni pensión donde pernoctar, el personal suplementario del servicio de estaciones llevaba también su catre o cama plegable para dormir en las dependencias de la estación (sala de espera, almacén u oficina). El personal de trenes, por lo regular, pernoctaba en estaciones que disponían de cuarto de agentes con cocina y habitaciones con camas. Había dos tipos de olla: la olla a vapor, que se utilizó por el personal del servicio de tracción (maquinistas y fogoneros) hasta los años 1958 -1960 en que la tracción de vapor fue sustituida en el ferrocarril de La Robla por la tracción diesel, y la olla de carbón vegetal que se utilizó por el personal de estaciones y el de trenes desde la década de los años 30 hasta los años 1985-1990. A partir de esa fecha, bien por la mejor situación económica del personal o bien porque la mayoría de ellos disponían de vehículo propio para los desplazamientos, la olla dejó prácticamente de usarse y si alguien la usaba no era con tanta frecuencia.

## Olla a vapor
Estas ollas fueron realizadas en los talleres del ferrocarril de La Robla de Cistierna y Valmaseda para todos los maquinistas, los cuales tenían que proporcionar el puchero de porcelana al taller. Estaban compuestas por una carcasa o forro de chapa de hojalata, de forma cilíndrica, hermética y con un agujero en el fondo para expulsar el vapor de agua. En su interior se alojaba el puchero de uno, dos, tres y hasta cuatro litros de capacidad, el cual por medio de una tubería de cobre recibía el vapor de la locomotora. Este se introducía en la cámara que hay entre la carcasa y el puchero y por medio de un grifo, disponible en la carcasa, se controlaba el vapor necesario para la cocción de la comida. Al tener asignada cada maquinista su locomotora, la olla la mantenían siempre en ella, bien en funcionamiento o en reposo y custodiada en el arca de que disponía cada locomotora.
Los maquinistas y fogoneros que a diario salían por la mañana de Cistierna y de Valmaseda, conduciendo trenes de mercancías hasta Mataporquera, conectaban la olla al vapor de la locomotora en el momento de la salida del tren mediante un tubo desde el serpentín de la locomotora hasta la vasija, para que durante la marcha se fuese cociendo la comida del mediodía.

## Olla de carbón vegetal
La primera olla de carbón vegetal fue construida en Mataporquera por Esteban García, hojalatero del ferrocarril de La Robla, y fue utilizada por cuatro o cinco mozos de tren de Mataporquera, como Florencio, Eugenio y Damián. Su uso tuvo un tiempo limitado, hasta aproximadamente el año 1935. Esta olla no constaba de puchero y estaba hecha toda ella de chapa de hojalata, de una capacidad de dos litros  Era cilíndrica con la chimenea en el centro y el fuego se hacía en el interior de la misma, cociendo la comida a su alrededor. Sobre el año 1940 se comenzaron a fabricar nuevos modelos por el mismo hojalatero en Mataporquera y también en los talleres de Cistierna y Valmaseda. El formato se modificó y pasó a estar compuesto por dos cuerpos: la parte superior era el puchero, normalmente de porcelana y de una capacidad de uno a tres litros; mientras que la parte inferior, enteramente de chapa, era el recipiente donde se hacía el fuego. Esta olla era utilizada a diario por los guardafrenos de los correos, por los agentes de los trenes de mercancías y también por el personal suplementario de estaciones (jefes de estación, factores autorizados, factores y guardagujas) cuando reemplazaban fuera de su residencia.

## Concursos
En los comienzos de la década de los 70, una nueva iniciativa tomó el relevo a la, ya en declive, función utilitaria de la olla ferroviaria o puchera. La idea de un grupo de valmasedanos de crear un concurso de pucheras actualizó el uso de estos artilugios hasta convertirlos a día de hoy en un movimiento en auge con casi una centena de concursos, entre los que cabe destacar los de Cistierna (León) en mayo, Mataporquera (Cantabria) en julio y el ya mencionado de Valmaseda (Vizcaya) en octubre.

## Cofradía
El día 23 de octubre del año 2017 se fundó, en Valmaseda (Vizcaya), la Cofradía de la Putxera para impulsar, popularizar, atraer y agrupar fuerzas en torno al guiso: gastronomía, tradición, agricultura, hostelería, turismo, ocio, historia ferrocarriles e industria.
Era el día de san Severino y por tanto el Día de la Puchera. Además fue apadrinada por la Cofradía del Vino de Rioja que les acompañó en la ceremonia de fundación.

## Elaboración
La olla ferroviaria consiste en una gran cazuela de barro que se introduce en una estructura metálica. En el fondo de dicha estructura se introduce carbón mediante el cual se calienta la cazuela y se cocina el plato, que puede permanecer caliente durante mucho tiempo. Además, debido a que la estructura metálica tiene un asa, es posible transportarla mientras se sigue cocinando, lo que resultaba muy útil durante los viajes.
Para su elaboración se utiliza normalmente carne de cerdo a la que se le añaden diferentes tipos de verduras y en algunas ocasiones patatas.

## Actualidad
En la actualidad el plato se ha popularizado en muchas zonas por donde pasaba el ferrocarril de La Robla, especialmente en localidades de Vizcaya como Valmaseda, o Cistierna en León y Valdeolea en Cantabria, donde se hacen concursos y degustaciones de ollas ferroviarias.